# HMS Royal Oak (1914)
HMS Royal Oak (numer taktyczny 08) – pancernik typu Revenge (R), służył w brytyjskiej Royal Navy, storpedowany 14 października 1939 roku przez niemiecki okręt podwodny U-47 w porcie w zatoce Scapa Flow. Zwodowany w 1914 roku i ukończony w 1916 roku okręt pierwszy raz został wykorzystany bojowo podczas bitwy jutlandzkiej. W okresie dwudziestolecia międzywojennego służył we Flocie Atlantyckiej, Home Fleet i Flocie Śródziemnomorskiej, będąc podczas hiszpańskiej wojny domowej kilkakrotnie obiektem przypadkowego ataku. Okręt znalazł się w centrum międzynarodowej uwagi po tym, jak jego starsi oficerowie zostali skazani w 1928 roku podczas kontrowersyjnego procesu. W czasie dwudziestopięcioletniej służby podejmowano próby zmodernizowania okrętu, ale nie zdołano poprawić jego największej wady, jaką była mała prędkość. W konsekwencji, w momencie wybuchu II wojny światowej HMS „Royal Oak” był już okrętem przestarzałym.
Podczas ataku U-47 „Royal Oak” stał zakotwiczony w zatoce Scapa Flow na Orkadach i tam też zatonął, jako pierwszy z pięciu brytyjskich okrętów liniowych zatopionych podczas II wojny światowej. Straty w załodze były znaczne, gdyż z 1234 marynarzy aż 833 straciło życie na skutek nocnego ataku lub później w rezultacie odniesionych ran. Przewaga w liczbie okrętów liniowych, jaką miała Wielka Brytania i jej alianci, oznaczała, że strata przestarzałego weterana z I wojny światowej nie miała dużego wpływu na ogólny bilans sił morskich, ale wpływ na morale floty był odczuwalny, zwłaszcza wobec faktu, że atak nastąpił w głównej bazie floty brytyjskiej. Dowódca U-Boota Günther Prien szybko stał się znaną osobistością i bohaterem wojennym, a po powrocie do Niemiec został odznaczony Krzyżem Rycerskim Krzyża Żelaznego jako pierwszy oficer Kriegsmarine uhonorowany tym odznaczeniem. Brytyjczykom rajd U-47 zademonstrował niemiecką zdolność do przeniesienia wojny morskiej na brytyjskie wody terytorialne i doprowadził do szybkiego wprowadzenia zmian w zabezpieczeniu basenów portowych.
Obecnie, leżący do góry dnem na głębokości 30 metrów, z kadłubem 5 metrów poniżej powierzchni wody, „Royal Oak” został uznany za grób wojenny. W corocznej ceremonii odbywającej się w dniu zatonięcia okrętu, nurkowie Royal Navy umieszczają banderę brytyjską na jego rufie. Nieautoryzowane nurkowanie w pobliżu wraku jest całkowicie zabronione.

## Budowa
Pancerniki typu Revenge (R), do których należał „Royal Oak”, zostały zamówione w latach 1913-1914 i miały być tańszą, nieco mniejszą, a także wolniejszą ze względu na kotły parowe opalane węglem, wersją wcześniejszych pancerników typu Queen Elizabeth (określanych czasem jako superdrednoty), dysponując takim samym uzbrojeniem i opancerzeniem. Projekt, pozornie będący krokiem w tył, stanowił częściowo odpowiedź na lęki o to, że uzależnienie od ropy, ówcześnie importowanej w całości, może spowodować przy udanej blokadzie Wysp całkowite unieruchomienie wszystkich okrętów w portach. Z drugiej strony, wysokokaloryczny węgiel był szeroko dostępny i dostawy z kopalni macierzystych były praktycznie zagwarantowane. Ponadto, w przeciwieństwie do „Szybkiej Eskadry” pancerników typu Queen Elizabeth, okręty typu Revenge miały być ciężko uzbrojonymi jednostkami walczącymi w szyku liniowym. „Royal Oak” i jego siostrzane okręty były pierwszymi dużymi jednostkami Royal Navy, których projektowanie nadzorował nowy Dyrektor Konstrukcji Marynarki Wojennej Sir Eustace Tennyson d’Eyncourt.

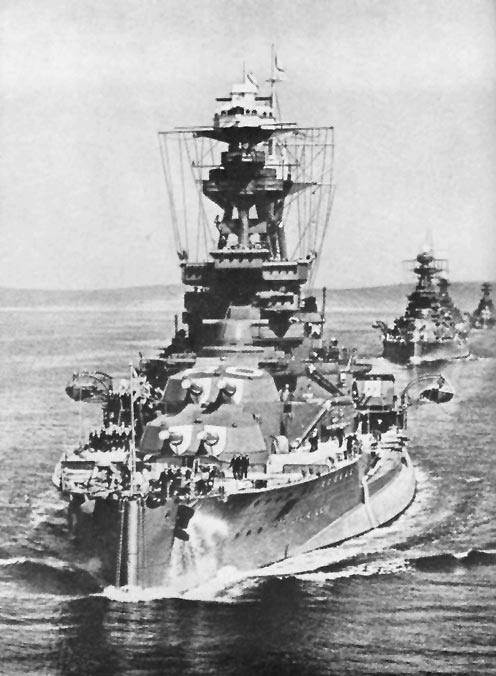
„Royal Oak” płynący w szyku liniowym

Stępkę pancernika położono w stoczni Devonport Dockyard 15 stycznia 1914 roku jako czwartego okrętu typu. Po rozważeniu gorszych parametrów eksploatacyjnych węgla i ze względu na zapewnienie dostaw ropy zgodnie z kontraktem podpisanym z Anglo-Persian Oil Company Pierwszy Lord Admiralicji Jackie Fisher anulował w październiku 1914 decyzję o opalaniu węglowym. Będący już w trakcie budowy „Royal Oak” został przeprojektowany w taki sposób, aby możliwe było zainstalowanie osiemnastu opalanych ropą kotłów typu Yarrow, zasilających cztery turbiny parowe systemu Parsonsa, z których każda napędzała pojedynczą śrubę. Pancernik został zwodowany 17 listopada tego roku i po pełnym wyposażeniu włączony do służby 1 maja 1916. Budowa kosztowała łącznie 2 468 269 funtów brytyjskich. Nazwa okrętu pochodziła od „Królewskiego Dębu” – drzewa na którym Karol II Stuart ukrył się w czasie bitwy pod Worcester w 1651 unikając pochwycenia przez wojska Cromwella. Był ósmym okrętem Royal Navy noszącym nazwę „Royal Oak” i zastąpił w tej roli predrednota złomowanego w 1914. W czasie budowy tymczasowo przydzielono mu numer „67”.
Pomiędzy 1922 i 1924 „Royal Oak” został poddany modernizacji, w czasie której zastąpiono artylerię przeciwlotniczą składającą się z dział 76 mm (3-calowych) pojedynczymi armatami 102 mm (4-calowymi), o dużym kącie podniesienia lufy. Zmodernizowano także system kontroli ognia i dalmierze artylerii głównej i pomocniczej, a stopień zabezpieczenia przed atakiem podwodnym zwiększono poprzez obudowanie kadłuba „bąblami” przeciwtorpedowymi. Były to szczelne komory przymocowane z obu stron kadłuba, których zadaniem było zredukowanie wpływu wybuchu torpedy na kadłub, a przy okazji poprawa stateczności jednostki. Zamocowanie „bąbli” spowodowało zwiększenie szerokości okrętu o ponad 4 metry.
W ramach krótkiego remontu przeprowadzonego wiosną 1927 dodano dwa kolejne działa przeciwlotnicze 102 mm, usuwając jednocześnie dwa działa kalibru 152 mm (6-calowe) z pokładu rufowego. Ostatnią modernizację przeprowadzono w latach 1934-1936, zwiększając grubość pancerza pokładowego do 127 mm (5 cali) nad komorami amunicyjnymi i do 89 mm (3,5 cala) nad maszynownią. Dodatkowo, oprócz ogólnej modernizacji systemów okrętu, na dachu rufowej wieży X (nr 3) zainstalowano katapultę dla wodnosamolotu zwiadowczego Fairey IIIF, a obrona przeciwlotnicza została wzmocniona przez zamontowanie podwójnych dział kalibru 102 mm w miejsce dotychczasowych pojedynczych oraz dodanie pary ośmiolufowych „pom-pomów” 40 mm na sponsonach po bokach komina. Główny maszt został przekonstruowany na trójnożny, zdolny do uniesienia ciężkich stanowisk radionamiernika i drugiej stacji kierowania artylerią przeciwlotniczą HACS (High-angle Control Station). Dodatkowy pancerz i wyposażenie sprawiły, że „Royal Oak” był jednym z najlepiej wyposażonych pancerników typu Revenge, ale dodatkowe obciążenie spowodowało wzrost zanurzenia jednostki i w rezultacie obniżenie jego prędkości maksymalnej o kilka węzłów.
| Grubość opancerzenia HMS „Royal Oak” |                    |
| Główny pas pancerny                  | 330 mm (13 cali)   |
| Pas górny                            | 152 mm (6 cali)    |
| Barbety                              | 254 mm (10 cali)   |
| Czoła wież                           | 330 mm (13 cali)   |
| Boki wież                            | 279 mm             |
| Góra wież                            | 108 mm (4,25 cala) |
| Kazamaty artylerii średniej          | 152 mm             |

## Służba

### I wojna światowa
I wojna światowa trwała już od prawie dwóch lat, gdy „Royal Oak” wszedł do służby. Okręt został przydzielony do Trzeciej Eskadry Czwartego Dywizjonu Liniowego brytyjskiej Grand Fleet i niedługo, wraz z większością floty, wziął udział w próbie zniszczenia niemieckiej Hochseeflotte w ostatecznie nierozstrzygniętej bitwie jutlandzkiej. Pod dowództwem komandora Crawforda Maclachlana pancernik opuścił Scapa Flow wieczorem 30 maja w towarzystwie pancerników HMS „Superb”, HMS „Canada” i okrętu flagowego admirała Johna Jellicoe – HMS „Iron Duke”. Następnego dnia „Royal Oak” wziął udział w bitwie, w czasie której wystrzelił łącznie 38 pocisków 381 mm i 84 pociski 152 mm, uzyskując trzy trafienia w krążownik liniowy SMS „Derfflinger”, które wyłączyły z walki jedną z jego wież artyleryjskich oraz jedno trafienie w krążownik SMS „Wiesbaden”. „Royal Oak” uniknął trafień, chociaż raz został przez przeciwnika ostrzelany .
Po bitwie „Royal Oak” został przesunięty do 1 Dywizjonu Liniowego. 5 listopada 1918 – w ostatnim tygodniu I wojny światowej – okręt został zakotwiczony w pobliżu Burntisland w zatoce Firth of Forth wraz z tendrem wodnosamoltów HMS „Campania” i krążownikiem liniowym HMS „Glorious”. Nagły szkwał o sile około 10 stopni w skali Beauforta spowodował zerwanie się lotniskowca „Campania” z kotwicy, wpychając go najpierw na pancernik, a następnie na „Gloriousa”. Oba okręty pancerne wyszły ze zderzenia ze względnie małymi uszkodzeniami, natomiast uszkodzenia kadłuba „Campanii” na skutek pierwszego zderzenia z „Royal Oak” były dość poważne. Jej maszynownia została zalana i ostatecznie okręt zatonął pięć godzin później bez strat w załodze.
Po zakończeniu działań wojennych „Royal Oak” eskortował kilka okrętów poddającej się floty niemieckiej z Firth of Forth do miejsca ich internowania w Scapa Flow, a później uczestniczył w ceremonii powitania innych okrętów Royal Navy w cieśninie Pentland Firth.

### Okres międzywojenny

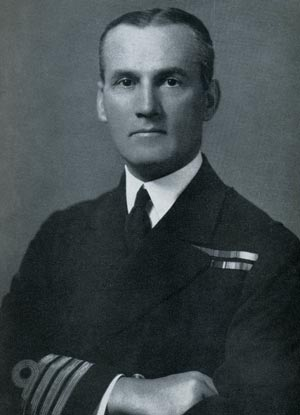
Kapitan Kenneth Dewar skazany przez sąd wojskowy w 1928 r.

W ramach reorganizacji Royal Navy przeprowadzonej po podpisaniu traktatów pokojowych, „Royal Oak” został przydzielony do Drugiego Dywizjonu Pancerników brytyjskiej Floty Atlantyckiej. W latach 1922–1924 został zmodernizowany, a w 1926 zyskał nowy przydział do Floty Śródziemnomorskiej z miejscem bazowania w Gibraltarze i w Wielkim Porcie na Malcie. Na początku 1928 okręt stał się miejscem incydentu, który prasa określiła jako „Bunt na Royal Oak”. Rozpoczął się on od drobnego nieporozumienia pomiędzy kontradmirałem Bernardem Collardem, a dwoma starszymi oficerami okrętu, komandorem Kennethem Dewarem i komandorem porucznikiem Henrym Danielem, dotyczącego orkiestry grającej podczas imprezy tanecznej w mesie. Nieporozumienie to przeistoczyło się wkrótce w zawzięty konflikt osobisty trwający kilka miesięcy. Dewar i Daniel oskarżyli Collarda o „mściwe doszukiwanie się błędów” oraz publiczne poniżanie i obrażanie ich w obecności załogi. Z kolei Collard oskarżył obu oficerów o niewypełnianie rozkazów i traktowanie go „gorzej niż kadeta”. Kiedy Dewar i Daniel napisali skargę do przełożonego Collarda, wiceadmirała Johna Kelly'ego, ten natychmiast przesłał ją do głównodowodzącego flotą admirała Rogera Keyesa. Kiedy Keyes zdał sobie sprawę z tego, że stosunki między dwoma oficerami i jednym z głównych admirałów stały się nieodwracalnie złe, postanowił zdjąć wszystkich trzech ze stanowisk i odwołać do Anglii, jednocześnie odkładając na późniejszy termin zaplanowane ćwiczenia floty. Prasa na całym świecie podjęła temat nieporozumienia między oficerami „Royal Oak” opisując cały incydent – niejednokrotnie wyolbrzymiając całą sprawę – jako „bunt”. Zainteresowanie opinii publicznej incydentem było na tyle duże, że przykuło uwagę ówcześnie panującego króla Jerzego V, który wezwał do siebie Lorda Admiralicji Williama Bridgemana w celu złożenia wyjaśnień.
Za złożenie skargi Dewar i Daniel zostali w dość kontrowersyjny sposób oskarżeni o tworzenie materiałów wywrotowych. Podczas rozprawy sądu wojskowego, która zyskała znaczny rozgłos, obaj zostali uznani za winnych i ukarani poważną naganą, po której Daniel złożył natychmiastową rezygnację ze służby w Royal Navy. Collard natomiast został poważnie skrytykowany za swoje zachowanie, tak przez prasę jak i parlament brytyjski oraz dodatkowo potępiony przez Bridgemana, który ocenił go jako „niezdolnego do pełnienia funkcji dowódczych w przyszłości”, sugerując tym samym jego przejście na emeryturę. Konsekwencją incydentu na „Royal Oak” była przeprowadzona przez Admiralicję rewizja przypadków, w których oficerowie marynarki mają prawo wnosić skargi na swoich przełożonych.
„Royal Oak” zagrał również rolę fikcyjnego pancernika „El Mirante” w brytyjskim filmie z 1937 Our Fighting Navy o zamachu stanu w fikcyjnej republice południowoamerykańskiej Bianco. W filmie, zbuntowany pancernik został storpedowany przez brytyjski krążownik HMS „Audacious” (fikcyjny); zdjęcia wykonano poprzez wywołanie silnego przechyłu „Royal Oak”.

### Hiszpańska wojna domowa
Podczas hiszpańskiej wojny domowej „Royal Oak” uczestniczył w „patrolach nie-interwencji” wzdłuż Półwyspu Iberyjskiego. Na takim właśnie patrolu, około 30 mil morskich na wschód od Gibraltaru, 2 lutego 1937 roku został zaatakowany przez trzy samoloty hiszpańskich sił rządowych, które zrzuciły trzy bomby w odległości 3 kabli (ok. 555 m) od dziobu ze strony sterburty. Dwie eksplodowały, nie powodując jednak żadnych uszkodzeń. Brytyjski chargé d'affaires złożył protest do hiszpańskiego rządu, który uznał incydent za pomyłkę i przeprosił za atak. W tym samym miesiącu 23 lutego, gdy okręt cumował w pobliżu Walencji, został przypadkowo trafiony pociskiem przeciwlotniczym wystrzelonym z pozycji sił republikańskich w kierunku bombardujących samolotów nacjonalistów. Pięciu ludzi zostało rannych, w tym dowódca okrętu – T.B. Drew. Tym razem jednak Brytyjczycy postanowili nie składać protestu na ręce dowództwa sił republikańskich, uznając incydent za siłę wyższą.

### II wojna światowa
W 1938 HMS „Royal Oak” przydzielono ponownie do Floty Metropolii (Home Fleet), ustanawiając go okrętem flagowym Drugiego Dywizjonu Pancerników stacjonującego w Bazie Królewskiej Marynarki Wojennej w Portsmouth. W czerwcu 1939 na pancernik zaokrętowano nową załogę i pod koniec lata przeprowadzono krótki rejs szkolny po kanale La Manche w ramach przygotowań do kolejnego 30-miesięcznego rejsu po Morzu Śródziemnym. Ze względu na pogłębianie się kryzysu na arenie międzynarodowej, okręt został w trybie natychmiastowym przebazowany do Scapa Flow i tam też się znajdował 3 września, gdy Wielka Brytania oficjalnie wypowiedziała wojnę Niemcom.
W październiku „Royal Oak” został włączony do poszukiwań niemieckiego pancernika „Gneisenau”, który otrzymał rozkaz wypłynięcia na Morze Północne, aby odwrócić uwagę Brytyjczyków i ułatwić zadanie „pancernikom kieszonkowym” „Graf Spee” i „Deutschland”, pełniącym rolę rajderów polujących na cywilne statki transportowe. Poszukiwania niemieckiego okrętu liniowego okazały się ostatecznie bezowocne, co nie było dziwne ze względu na prędkość maksymalną rozwijaną przez „Royal Oak”, która wynosiła w tym czasie mniej niż 20 węzłów i była zupełnie nieadekwatna do tej, jaka była potrzebna, aby utrzymać się w jednym tempie z innymi ciężkimi okrętami. 12 października okręt wrócił do bazy w Scapa Flow pokiereszowany przez północnoatlantyckie sztormy. Wiele z jego łodzi ratunkowych było zniszczonych, a kilka dział mniejszych kalibrów uległo uszkodzeniu . Przebieg misji podkreślił fakt, że 25-letni okręt jest całkowicie przestarzały. W obawie przed niemieckimi samolotami rozpoznawczymi, których częste pojawianie się nad Orkadami mogło zwiastować rychły atak, dowodzący Home Fleet admirał Charles Forbes wydał rozkaz rozproszenia floty i przebazowania do bezpieczniejszych portów. Rozkaz nie objął pancernika „Royal Oak”, który pozostał w Scapa Flow ze względu na posiadane uzbrojenie przeciwlotnicze, które miało wzmocnić obronę bazy przed atakiem z powietrza .

## Zatopienie okrętu
Scapa Flow była głównym kotwicowiskiem brytyjskiej Grand Fleet przez większość I wojny światowej, ale w okresie międzywojennym flota została przemieszczona do bardziej dogodnie ulokowanego Rosyth w Firth of Forth. Wraz ze wzrostem zagrożenia wybuchem kolejnej wojny podjęto decyzję o reaktywowaniu bazy na Orkadach i ponownego przebazowania do niej Home Fleet. Ochrona bazy, zarówno naturalna, jak i stworzona przez człowieka, choć nadal mocna, potrzebowała jednak ulepszeń, dlatego w pierwszych tygodniach wojny rozpoczął się proces jej wzmacniania, głównie przez rozmieszczenie większej liczby okrętów blokujących.

### Operacja Specjalna P: rajd U-47

Infiltracja Scapa Flow dokonana przez U-47

Dowódca sił podwodnych Kriegsmarine Karl Dönitz rozważał plan ataku Scapa Flow przez okręt podwodny już w pierwszych dniach po wybuchu wojny. Przeprowadzenie ataku na brytyjskie jednostki w Scapa Flow zostało powierzone Güntherowi Prienowi dowodzącemu okrętem podwodnym typu VIIB U-47.
Dönitz wskazał Prienowi sposób wpłynięcia do Scapa Flow ze wschodu przez cieśninę Kirk Sound, leżącą na północ od Lamb Holm – małej niewysokiej wyspy pomiędzy Burray i główną wyspą Orkadów. Po przyjęciu propozycji Dönitza przez Priena, 8 października 1939 roku U-47 wypłynął z Kilonii na Morze Północne. Plan ataku oparty był na wykrytym dzięki rozpoznaniu wywiadowczemu i lotniczemu słabym punkcie obrony bazy, w podejściach do niej. Realizując plany sztabowe, U-47 udało się wpłynąć na powierzchni na obszar morski bazy, gdzie dowódca niemieckiego okrętu odnalazł pancerniki HMS Royal Oak oraz – jak sądził – HMS Repulse. Drugi z nich był w rzeczywistości transportowcem wodnosamolotów HMS Pegasus. Z 4 wystrzelonych początkowo torped – po dwie do każdej z jednostek – jedna trafiła w Royal Oak, nie wzbudziła jednak większego alarmu na pokładzie okrętu. Wystrzelone jednak przez U-47 kolejne 3 torpedy były śmiertelne dla pancernika. Seria eksplozji przetoczyła się przez okręt, a do jego kadłuba wtargnęła woda morska. Okręt natychmiast przechylił się o 15°, wystarczająco, aby otwarte bulaje w prawej burcie znalazły się pod wodą. Chwilę później przechył okrętu wzrósł do 45°, ustabilizował się na kilka minut, a o 01.29, 13 minut po drugim ataku Priena, „Royal Oak” pogrążył się w wodach zatoki . Na pokładzie tonącego okrętu zginęło 833 ludzi, w tym kontradmirał Henry Blagrove, który, według zeznań świadków, pomagał w ewakuacji załogi. Zacumowany do burty okrętu drewniany admiralski gig został wciągnięty pod wodę i zatonął wraz z „Royal Oak”.
U-47 tymczasem bezpiecznie wycofał się na pełne morze i 17 października triumfalnie wpłynął do bazy Wilhelmshaven w Niemczech.

### Próby ratowania załogi
| Czas  | Od   | Do   | Wiadomość |
| ----- | ---- | ---- | --- |
| 02.00 | ACOS | ADMY | Royal Oak zatonął w Scapa Flow, seria eksplozji.                                                                     |
| 02.11 | ACOS | ADMY | Brak jeszcze dokładnych informacji.                                                                                  |
| 05.06 | ADMY | ACOS | Czy można z całą pewnością stwierdzić, że zatonięcie nie było spowodowane atakiem wrogiego samolotu?                 |
| 06.20 | ACOS | ADMY | Tak. |
| 07.04 | ADMY | ACOS | Nie przekazywać żadnych informacji o Royal Oak otwartym tekstem aż do odwołania. Dotyczy to również listy ocalałych. |

Dowodzony przez Johna Gatta z rezerwy Royal Navy tender „Daisy 2” był podczas ataku zacumowany do lewej burty pancernika. Po trafieniu okrętu i jego przechyleniu się na prawą burtę Gatt polecił załodze odciąć cumy, ale zanim udało się uwolnić jednostkę została ona podniesiona ponad powierzchnię wody przez bąbel przeciwtorpedowy zamocowany do burty „Royal Oak”.
Wielu członków załogi pancernika, którym udało się wyskoczyć z tonącego okrętu, było ubranych jedynie w piżamy, które nie stanowiły wystarczającej izolacji przed lodowatą wodą. Ponadto cienka warstwa ropy pokrywająca powierzchnię dostawała się do płuc i żołądków marynarzy, a także znacznie utrudniała pływanie. Z tych, którzy zdecydowali się na dopłynięcie do oddalonego o 800 metrów najbliższego brzegu, jedynie kilku przeżyło . Gatt włączył światła na „Daisy 2”, a później wraz z załogą wyciągnął z wody 386 ludzi, w tym dowódcę pancernika – komandora Williama Benna. Tender podejmował wysiłki mające na celu wyciągnięcie ludzi z wody przez kolejne 2,5 godziny, prawie do 4 rano, kiedy Gatt zdecydował się przerwać poszukiwania i dostarczyć ocalonych na pokład „Pegasusa”. Pomimo pomocy łodzi z HMS „Pegasus” i z portu to właśnie Gattowi zawdzięczano uratowanie większości ocalałych, za co został odznaczony Distinguished Service Cross. Było to jedyne wojskowe odznaczenie nadane przez Brytyjczyków, związane z zatopieniem pancernika.

## Następstwa
Brytyjczycy początkowo nie mogli określić przyczyny zatonięcia okrętu, podejrzewając zarówno eksplozję na pokładzie, jak i atak lotniczy. Gdy uświadomiono sobie, że atak podwodny jest najbardziej prawdopodobnym wyjaśnieniem, podjęto natychmiastowe działania w celu zabezpieczenia kotwicowiska, ale U-47 zdążył uciec i był już wtedy w drodze do Niemiec. BBC poinformowała o zatopieniu pancernika późnym rankiem 14 października, a przekaz ten odebrano zarówno w niemieckich stacjach nasłuchowych, jak i na pokładzie niemieckiego U-Boota. Nurkowie wysłani pod wodę rankiem po eksplozji znaleźli resztki niemieckiej torpedy, potwierdzając przyczynę zatonięcia. 17 października Pierwszy Lord Admiralicji Winston Churchill w Izbie Gmin oficjalnie potwierdził stratę „Royal Oak”, stwierdzając, że rajd był „niezwykłym pokazem profesjonalnych umiejętności i odwagi” i jednocześnie zadeklarował, że strata pancernika nie będzie miała wpływu na układ sił w wojnie morskiej. Komisja Śledcza Admiralicji działała pomiędzy 18 a 24 października, starając się określić warunki w jakich kotwicowisko zostało spenetrowane. W międzyczasie polecono, aby Home Fleet pozostała w bezpieczniejszych portach, dopóki zabezpieczenia Scapa Flow nie zostaną poprawione.
Nazistowskie Ministerstwo Propagandy szybko obwieściło zakończony sukcesem rajd niemieckiego okrętu, a dyrektor Wydziału Prasy Krajowej tegoż ministerstwa (Abteilung „Deutsche Presse”), a jednocześnie bardzo popularny dziennikarz Hans Fritzsche, przekonywał w audycji radiowej o dumie odczuwanej przez naród niemiecki. Prien i jego załoga dotarli do Wilhelmshaven o 11.44 17 października 1939 i natychmiast zostali powitani jako bohaterowie. Prien otrzymał Krzyż Żelazny Pierwszej Klasy, a każdy członek załogi Krzyż Żelazny Drugiej Klasy . Adolf Hitler wysłał swój osobisty samolot, aby przywiózł załogę do Berlina, gdzie Prien został osobiście odznaczony przez führera Krzyżem Rycerskim Krzyża Żelaznego. To oznaczenie, po raz pierwszy nadane niemieckiemu oficerowi marynarki, było później przyznawane także innym odnoszącym sukcesy dowódcom U-Bootów. Dönitz został promowany z komodora na stopień kontradmirała i został oficerem flagowym U-Bootów .
Prien otrzymał przydomek „Byka ze Scapa Flow”, a jego załoga udekorowała kiosk U-47 emblematem przedstawiającym prychającego byka, który później został zaadaptowany na godło 7 Flotylli U-bootów. Sam Prien stał się bardzo popularną osobą, udzielając wiele wywiadów do radia i prasy , a w następnym roku ukazała się jego „autobiografia” zatytułowana „Mein Weg nach Scapa Flow”. W rzeczywistości publikacja ta nie została napisana przez Priena, ale ghostwritera, czyli opłaconego dziennikarza, a po zakończeniu wojny wiele twierdzeń o przebiegu zdarzeń z października 1939 zostało podanych w wątpliwość.

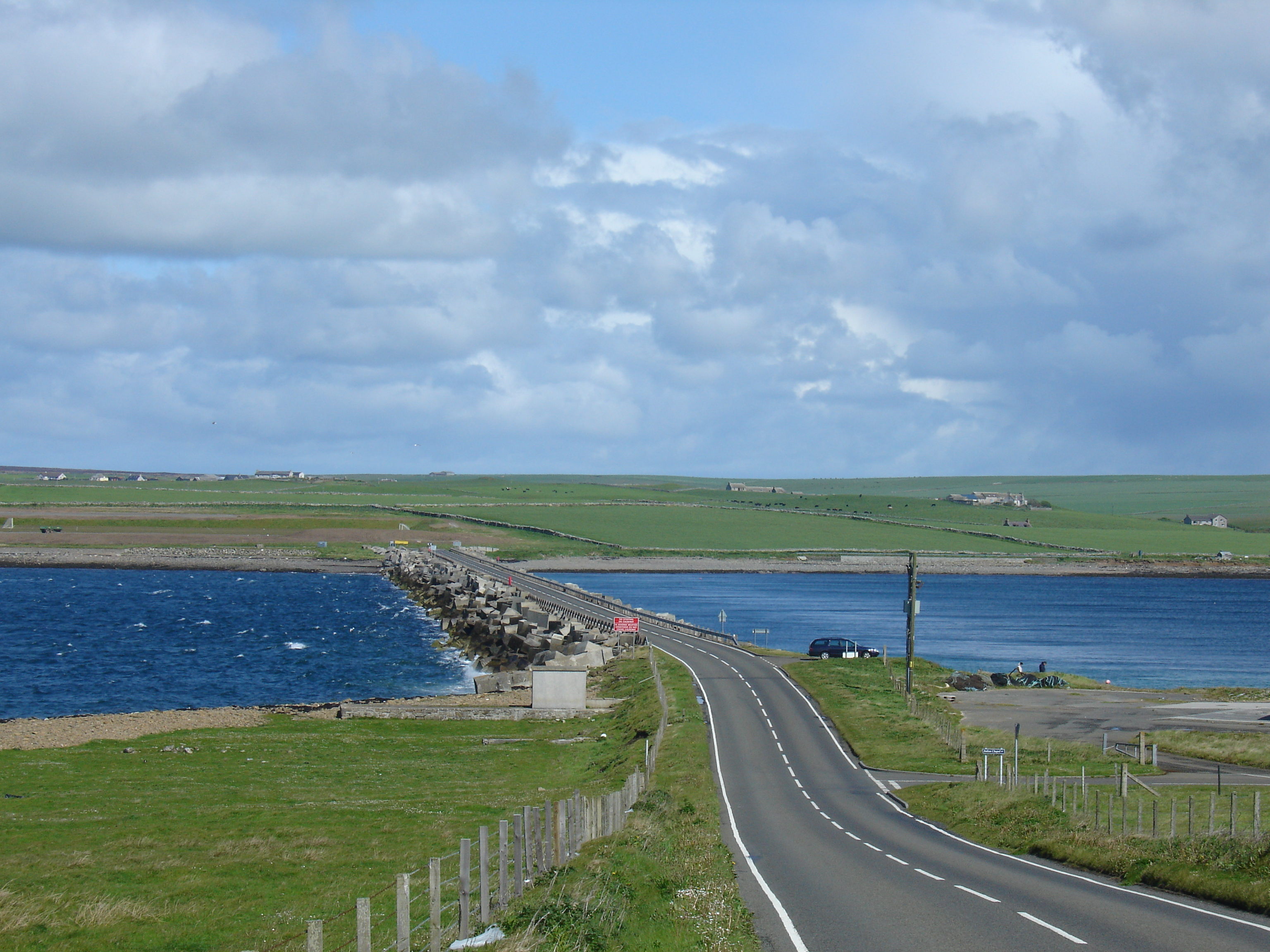
Obecnie blokująca cieśninę Kirk Sound Bariera Churchilla Nr 1, miejsce, przez które okręt Priena wpłynął do Scapa Flow

Oficjalny raport brytyjskiej Admiralicji wskazywał na słabe zabezpieczenie Scapa Flow i uznawał winnym za ten stan Sir Wilfreda Frencha, admirała dowodzącego rejonem Orkadów i Szetlandów. French został przesunięty do rezerwy, mimo że poprzedniego lata ostrzegał o zbyt słabym zabezpieczeniu przeciwpodwodnym bazy i chciał osobiście za pomocą małego okrętu podwodnego lub nawodnego udowodnić, że da się ominąć statki blokadowe . Na rozkaz Churchilla wschodnie wejścia do Scapa Flow zostały podzielone betonowymi groblami łączącymi Lamb Holm, Glimp Holm, Burray i South Ronaldsay z głównym lądem Orkadów. Budowane głównie przez włoskich jeńców wojennych Bariery Churchilla, jak później były określane, zostały w większości ukończone do września 1944, ale nie zostały oficjalnie otwarte do zakończenia wojny. Obecnie bariery stanowią część infrastruktury drogowej Orkadów, przebiega po nich droga A961.
W kolejnych latach po ataku na „Royal Oak” krążyła pogłoska, że Prien został wprowadzony do zatoki Scapa Flow przez Alfreda Wehringa, niemieckiego agenta mieszkającego na Orkadach jako szwajcarski zegarmistrz Albert Oertel. Po ataku „Oertel” rzekomo uciekł okrętem podwodnym o symbolu B-06 do Niemiec. Taki przebieg wydarzeń został opisany po raz pierwszy 16 maja 1942 roku przez Curta Riessa i opublikowany w amerykańskim tygodniku „Saturday Evening Post”, a później upiększony przez innych autorów. Późniejsze poszukiwania dowodów zdarzenia w archiwach na Orkadach i w Niemczech zakończyły się niepowodzeniem, gdyż nie odnaleziono żadnej wzmianki ani o Oertelu, ani Wehringu czy okręcie podwodnym oznaczonym jako B-06. Obecnie teoria o agencie jest więc traktowana jako fikcja. Niektórzy badacze, jak np. Bogusław Wołoszański, uważają, że postać „Oertela” została wymyślona przez niemiecką propagandę aby ukryć fakt złamania brytyjskich szyfrów przez niemieckich kryptologów z B-Dienst pod przewodnictwem Wilhelma Tranowa.

## Wrak

### Status grobu wojennego

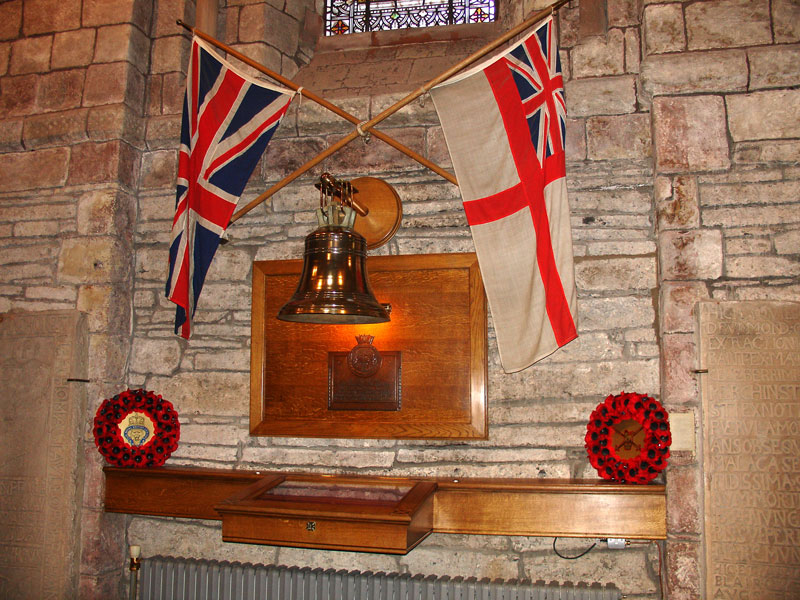
Tablica upamiętniająca okręt w kościele Świętego Magnusa, zawierająca dzwon z „Royal Oak”

Chociaż okręt zatonął na względnie płytkiej wodzie, większość ciał z jego wnętrza nie mogła zostać wydobyta. Zaznaczony boją o koordynatach 58°55′50″N 2°59′00″W/58,930556 -2,983333 wrak został oznaczony jako grób wojenny i nurkowanie lub inne nieautoryzowane sposoby eksploracji są zabronione ustawą Protection of Military Remains Act 1986. Gdy woda jest przejrzysta, można zobaczyć przewrócony kadłub spoczywający na głębokości poniżej pięciu metrów. Strata pancernika jest upamiętniana coroczną ceremonią w trakcie której nurkowie Royal Navy umieszczają banderę brytyjską na jego rufie. Tablica upamiętniająca umieszczona w katedrze Świętego Magnusa w pobliskim Kirkwall jest dedykowana tym, którzy zginęli, a poniżej w gablocie znajduje się księga z listą ofiar. W latach 70. XX wieku wydobyto dzwon okrętowy i po odnowieniu umieszczono obok tablicy pamiątkowej.

### Zagrożenie środowiska naturalnego
„Royal Oak” zatonął z zawartością 3000 ton paliwa w zbiornikach, które powoli wyciekało z korodującego kadłuba. W latach 90. wycieki te powiększyły się na tyle, że fakt ten wzbudził obawy o stan środowiska naturalnego Scapa Flow i zmusił Ministerstwo Obrony do rozważenia planów wydobycia ropy. Status grobu wojennego przyznany wcześniej wrakowi, wymagał bardzo ostrożnego prowadzenia prac wydobywczych. W latach 50. XX wieku pojawiły się również plany podniesienia z dna i złomowania wraku, które jednak porzucono ze względu na sprzeciw społeczeństwa . Poza obawami natury etycznej, nieprawidłowe prowadzenie prac mogło spowodować destabilizację kadłuba, a w konsekwencji doprowadzić do wypływu dużej ilości ropy. Poza paliwem wrak okrętu zawiera także wiele ton amunicji.
Ministerstwo Obrony powołało, działającą na uniwersytetach St Andrews i Dundee, specjalistyczną podwodną jednostkę badawczą (ang. Archaeological Dive Unit Survey), której zadaniem było przeprowadzenie serii skanów sonarem bocznym, sfotografowanie wraku i sprawdzenie jego stanu. Wysokiej rozdzielczości obrazy z sonaru pokazały, że „Royal Oak” leży prawie do góry dnem, a nadbudówki ma zakopane w dnie morskim. Czubek dziobu został oderwany wybuchem pierwszej torpedy Priena, a wielka dziura w sterburcie jest rezultatem potrójnego uderzenia drugiej salwy torpedowej. Po kilku latach opóźnienia proces wypompowania ropy rozpoczął się i do roku 2006 opróżniono wszystkie zbiorniki z podwójnego dna okrętu. Wykonano także zakończone powodzeniem wstępne testy dotyczące usunięcia paliwa ze zbiorników wewnętrznych i decyzją Ministerstwa Obrony zaplanowano ich opróżnienie latem 2007.